# Trachyphloeus scabriculus
Trachyphloeus scabriculus  (лат.) — вид долгоносиков из подсемейства Entiminae.

## Описание
Жук длиной 2,5—3,8 мм. На надкрыльях более светлые пятнышки у щитка, перед серединой, перед вершиной, а также на 5—7-м промежутках. Щетинки на надкрыльях довольно длинные, к вершине булавовидно или постепенно расширены. Зубцы на передних голенях довольно крупные, средние с двумя шипами. Спинка головотрубки параллельносторонняя или чуть немного расширена посередине, или едва сужена к вершине. Основание переднеспинки узко перетянуто.

## Экология
Встречается в подстилке.